# Jeanne Boel
Jeanne Boel (født 1. januar 1961) er en dansk skuespillerinde, der bl.a. har optrådt på ABC Teatret, Amagerscenen, Det Danske Teater, Det ny Teater, Aalborg Teater og Privat Teatret. Hun er nok allermest kendt for sin medvirken i en række revyer, herunder Holstebro Revyen, Cirkusrevyen og Hjørring Revyen. I tv har hun medvirket i serierne Een stor familie, Gøngehøvdingen og Krøniken og har medvirket i julekalendrene Alletiders jul, Alletiders nisse, Alletiders Julemand og Pyrus i Alletiders Eventyr. Hun har også nået at medvirke i en håndfuld spillefilm. Stifter og medejer af Comedieteatret sammen med Thomas Mørk, Henrik Lykkegaard, Pernille Schrøder og Karsten Jansfort. Efter 10 år med publikumssucces afvikles Comedieteatret i 2017. Samme år tiltræder Jeanne som revydirektør for Danmarks tredje største revy, Sønderborg Sommer Revy, efter Leif Maibom.

## Udvalgt filmografi
- Den kroniske uskyld – 1985
- Take it Easy – 1986
- Skyggen af Emma – 1988
- Camping (1990)
- Kun en pige – 1995
- Pyrus på pletten – 2000
- De Fantastiske Fehoveder – 2001 (Wanda)

## Eksterne links
- Jeanne Boel på Internet Movie Database (engelsk)
- Jeanne Boel på Filmdatabasen
- Jeanne Boel på danskefilm.dk
- Jeanne Boel på danskfilmogtv.dk
- Jeanne Boel på Scope
- Jeanne Boel på AllMovie (engelsk)
- Jeanne Boel på The Movie Database (engelsk)
- Jeanne Boel på danskefilmstemmer.dk

|  | Artiklen om skuespilleren Jeanne Boel kan blive bedre, hvis der indsættes et (bedre) billede. Du kan hjælpe ved at uploade et godt billede til Wikimedia Commons iht. de tilladte licenser og indsætte det i artiklen. Eller du kan søge efter eksisterende filer på Wikimedia Commons eller på Flickr - fx med værktøjet Free Image Search Tool. |